# Mohs Seaplane
Die Mohs Seaplane Corporation war ein US-amerikanisches Unternehmen.

## Beschreibung
Bruce Baldwin Mohs gründete 1948 das Unternehmen in Bandwin in Wisconsin zur Produktion von Wasserflugzeugen und Motorrollern. 1967 begann die Herstellung von Automobilen, die bis 1979 lief. Der Markenname lautete Mohs.

## Modelle

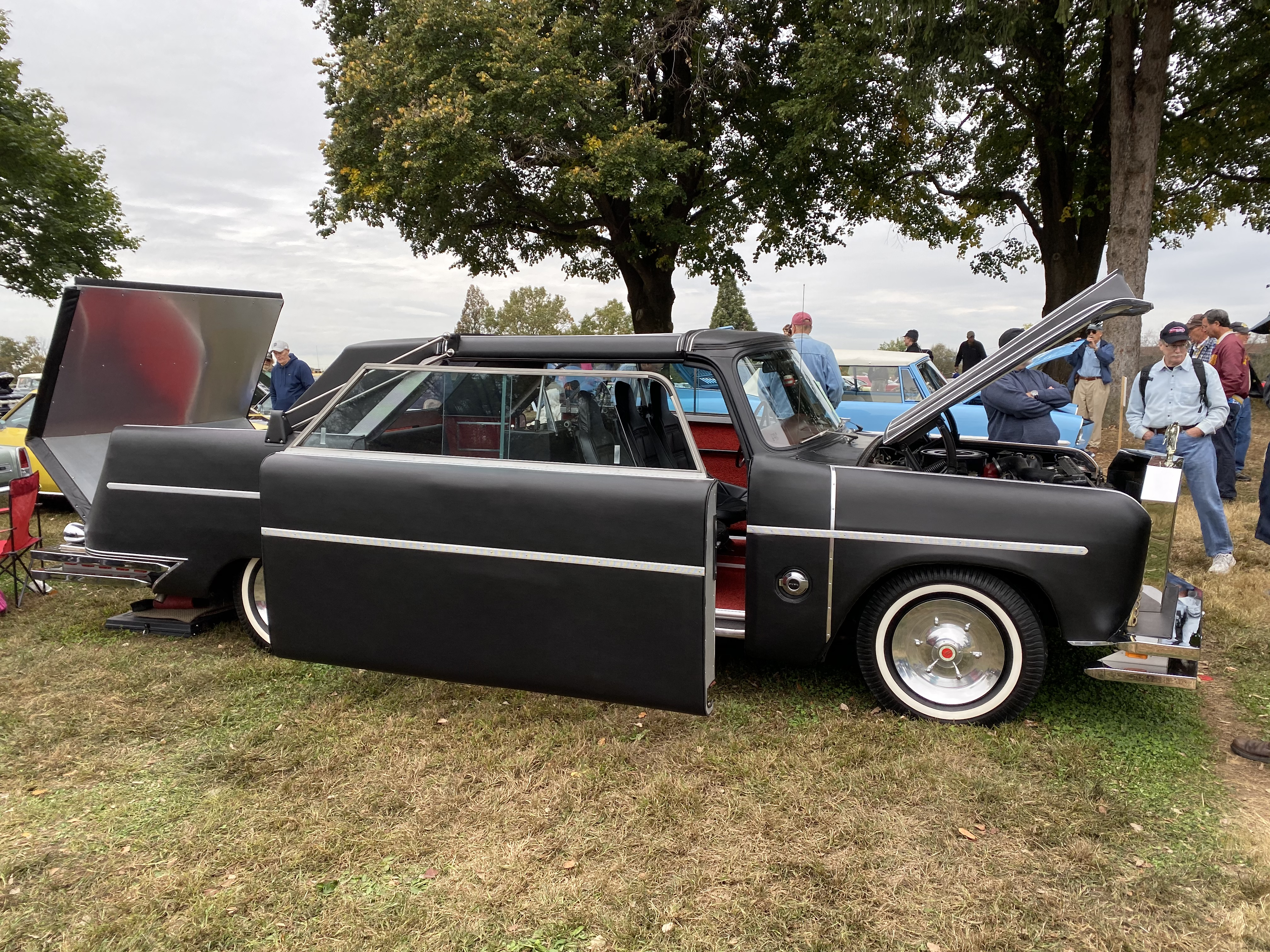
Safarikar von 1973

Die Wagen ruhten auf Nutzfahrzeug-Fahrgestellen von International Harvester. Es gab zwei Modelle, die beide als exotisch galten.

### Ostentatienne Opera Sedan
Der Ostentatienne Opera Sedan wurde 1967 der Öffentlichkeit vorgestellt. Es war ein in technischer und in gestalterischer Hinsicht ungewöhnliches Auto.
Das Fahrzeug wies eine eigenwillige Fließheckkarosserie auf, deren Gestaltung nur wenige Parallelen zum gängigen Fahrzeugdesign hatte. Der Ostentatienne war ungewöhnlich hoch, mit 6,3 Metern Außenlänge länger als alle amerikanischen Serienfahrzeuge und hatte einen großen vorderen und hinteren Überhang. Die Frontpartie wurde von einem hohen und breiten, aus Aluminium gefertigten Kühlergrill dominiert. Es gab keine seitlichen Türen; sie waren technisch nicht realisierbar, denn in den Fahrzeugflanken befanden sich massive, aus 3,5 mm starkem Stahl gefertigte Träger, die der Optimierung des Seitenaufprallschutzes dienen sollten. Der Einstieg erfolgte stattdessen durch eine einzelne, nach oben schwingende Tür im Fahrzeugheck; der Fahrer musste durch einen schmalen Gang zwischen den Sitzen nach vorn gehen.
Ungewöhnlich war auch die Bereifung des Ostentatienne. Die Reifen des Fahrzeuges wurden mit Stickstoff gefüllt und hatten die Dimension 7,5″ × 20″. Das Auto wurde von einem International-Harvester-LKW-Motor angetrieben. Zwei Ausführungen des V8-Motors waren vorgesehen: Das Modell A hatte 4982 cm³ Hubraum und leistete 193 bhp (142 kW) bei 4400 min−1, beim Modell B waren die Werte 8996 cm³ und 250 bhp (184 kW) bei 4400 min−1. Die größere Version wurde allerdings nie realisiert.
Die Ausstattung war umfangreich. Sie umfasste einen Kühlschrank und einen Gaskocher. Das mit Walnussholz ausgekleidete Armaturenbrett trug Instrumente, die mit 24-karätigem Gold verziert waren. Der Fußboden war mit Teppichen im Stil der chinesischen Ming-Dynastie ausgelegt, und die Sitze waren mit Samt bezogen. Die Sitze waren schwingend aufgehängt.
Mohs gab den Verkaufspreis für den Ostentatienne Modell A im Jahr 1967 mit 19.600 US$ an, das Modell B sollte 25.600 US$ kosten.
Über den Produktionsumfang gibt es unterschiedliche Angaben. In den 1980er Jahren ging die Literatur davon aus, dass Mohs eine Serienproduktion aufnahm und „drei bis vier Fahrzeuge pro Jahr“ herstellte. Andere Quellen sprechen von einer Gesamtproduktion von drei bis vier Fahrzeugen bzw. davon, dass der Ostentatienne „den einen oder anderen Käufer“ fand. In einer 2011 veröffentlichten Dokumentation erklärte Bruce Mohs allerdings, dass nur ein einziges Exemplar des Ostentatienne Opera Sedan hergestellt wurde; das Fahrzeug sei dauerhaft in seinem Besitz geblieben. Das Fahrzeug wurde 2009 von Schülern zweier US-amerikanischer High-Schools restauriert, nachdem es fast 20 Jahre lang stillgelegt war.

### Safarikar
Der Safarikar wurde von 1972 bis 1979 gebaut und war ebenso unkonventionell wie der Ostentatienne. Er hatte eine Aluminiumkarosserie, die mit gepolstertem Naugahyde (einem Vinyl) überzogen war. Die Türen hatten keine Scharniere, sondern glitten auf Schienen nach außen, auch dies, um einen erhöhten Seitenaufprallschutz zu bieten. Der Wagen besaß ein Stahl-Cabrioletdach. Als Sonderausstattung gab es einen Fernseher, Allradantrieb, einen Radio mit zwei Wellenbereichen und einen butanbetriebenen Ofen.
Der V8-Motor hatte einen Hubraum von 6424 cm³ und leistete 179 bhp (132 kW) bei 3600 min−1. Der Preis des 2446 kg schweren Fahrzeuges lag bei 14.500,− US$. Vom Safarikar wurden drei Exemplare hergestellt.